# Ron Carter

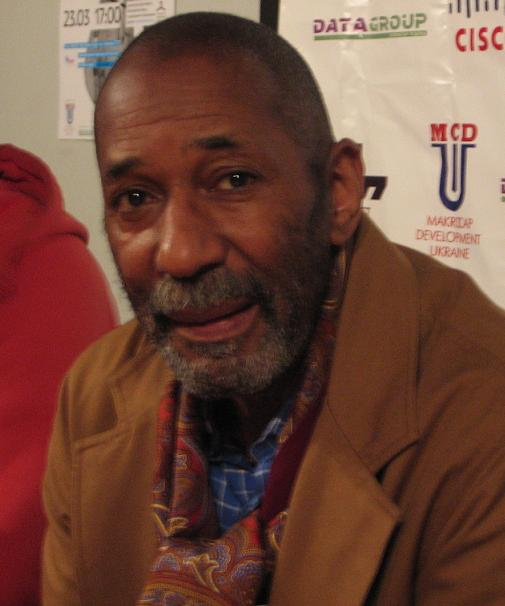
Ron Carter, 2008

Ron Carter (* 4. Mai 1937 in Ferndale, Michigan) ist ein amerikanischer Jazz-Bassist, Cellist und Komponist. Mit der Beteiligung an mehr als 2.200 Alben ist er laut Guinness-Buch der Rekorde der meistaufgenommene Bassist in der Geschichte des Jazz. Carter ist auch ein gefeierter Cellist. Der Jazzbassist Stanley Clarke sagte über Ron Carter: „Man stelle sich vor, es gäbe keinen Ron Carter, dann gäbe es so viel weniger Kunst auf dieser Welt.“

## Leben und Werk
Carter wurde in Ferndale, Michigan, geboren. Er begann im Alter von zehn Jahren Cello zu spielen, stieg aber nach einiger Zeit auf Bass um und lernte daneben noch Geige, Klarinette, Posaune und Tuba. Er besuchte die Cass Technical High School in Detroit und später die Eastman School of Music in Rochester, wo er im Philharmonischen Orchester spielte. Er erwarb seinen Bachelor-Abschluss an der Eastman School of Music im Jahr 1959 und 1961 seinen Master-Abschluss für das Studium des Kontrabass-Spiels an der Manhattan School of Music.

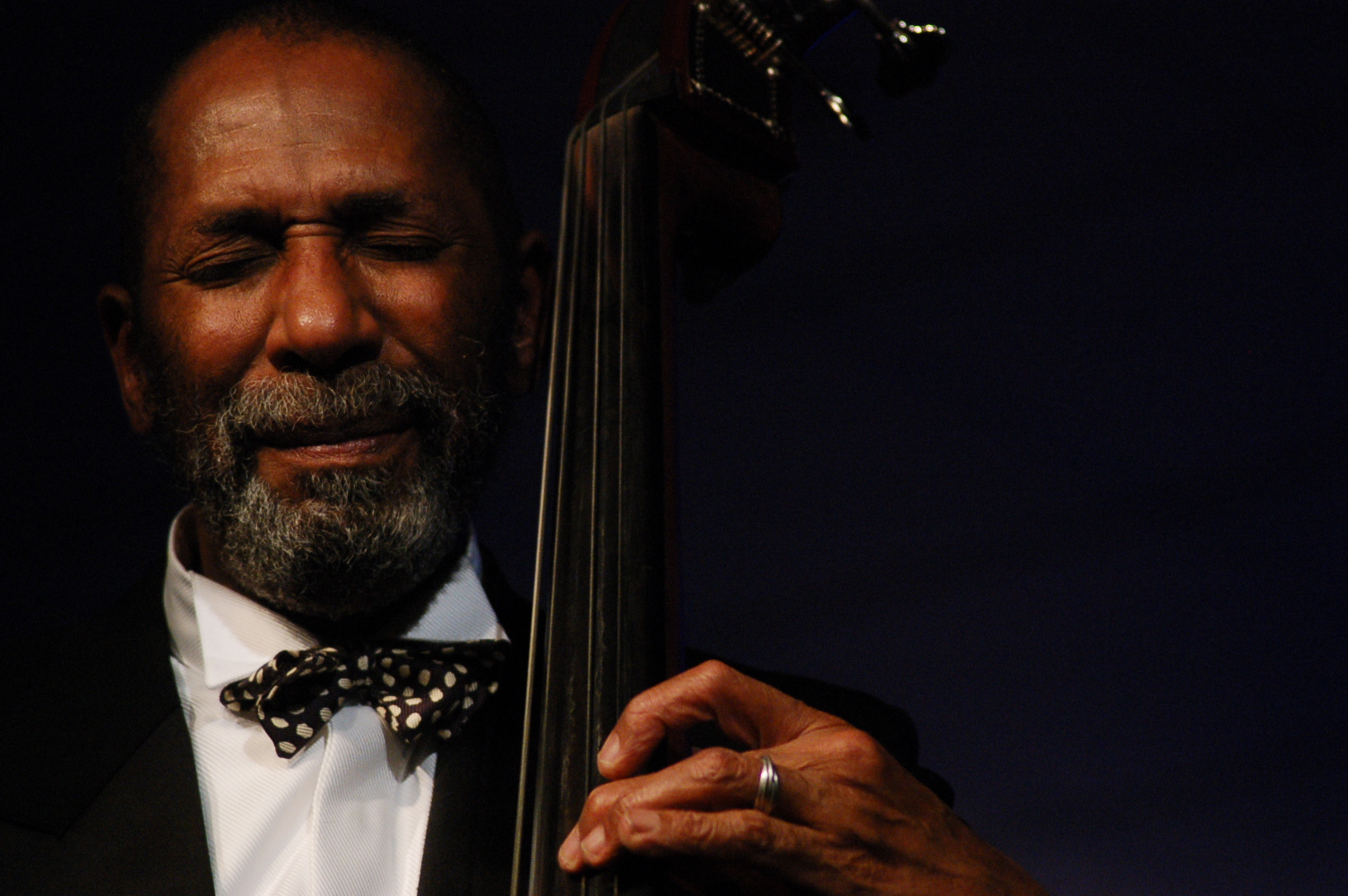
Ron Carter bei der European Jazz Expò 2007

In seinen ersten Jobs als Jazzmusiker spielte er zusammen mit Jaki Byard und Chico Hamilton. Seine ersten Alben nahm er im Jahr 1960 mit Eric Dolphy, einem weiteren ehemaligen Mitglied der Hamilton-Gruppe, und Don Ellis auf. Neben eigenen Aufnahmen als Leader am Bass mit Eric Dolphy und Mal Waldron spielte er auf Dolphys Album Out There mit George Duvivier und Roy Haynes als Cellist. Außerdem nahm er an Aufnahmen mit Cannonball Adderley, Bobby Timmons und Randy Weston teil.
Seine fortschrittlichen Harmonien und Konzepte standen im Einklang mit der Third Stream Bewegung. Obwohl er gelegentlich E-Bass spielte, konzentrierte er sich auf akustische Instrumente, darunter häufig einen auf c, g, d und a gestimmten Piccolo-Bass, der ähnlich wie ein Cello klingt.
Einem größeren Publikum wurde Ron Carter durch seine Zusammenarbeit mit Gil Evans (Out of the Cool, 1960) bekannt. Carter kam durch seine Mitgliedschaft im zweiten Miles-Davis-Quintett zusammen mit Herbie Hancock, Wayne Shorter und Tony Williams zu Ruhm. Carter wurde im Jahr 1963 Mitglied bei Davis Quintett und erschien auf den Alben Seven Steps to Heaven, My Funny Valentine und dem Folgealbum E.S.P., wo er drei Kompositionen, Eighty-One, R.J. und Mood beisteuerte. Er ist außerdem auf den Alben Miles Smiles aus dem Jahr 1966, Nefertiti und Sorcerer sowie Miles in the Sky und Filles de Kilimanjaro zu hören. Neben seiner Teilnahmen an den Tourneen des Miles Davis Quintetts spielte er auf vielen weiteren, teils legendären Alben wie Herbie Hancocks Maiden Voyage mit. Carter spielte auf einigen Alben von Williams und Shorter in den sechziger Jahren für Blue Note Records. Er blieb bei Davis bis 1968, als er ausstieg, um mehr vor Ort wirken zu können. Auch wenn Dave Holland ihn ablöste, beteiligte er sich in den Jahren 1969 und 1970 an einigen Studio-Sessions mit Davis. Ein weiteres Zusammenspiel mit Davis gab es 1986 zur Unterstützung einer Anti-Apartheid-Kampagne.
Carter trat als Sideman auf vielen Blue Note-Aufnahmen dieser Zeit auf, etwa bei Sam Rivers, Freddie Hubbard, Duke Pearson, Lee Morgan, McCoy Tyner Andrew Hill, Horace Silver und anderen. Nachdem er 1968 das Quintett von Davis verlassen hatte, war Carter für mehrere Jahre die Hauptstütze für CTI Records, wo er sowohl Alben unter seinem eigenen Namen aufnahm als auch auf einer Palette von Alben anderer Musiker spielte. 
Carter war auch Mitglied des im Jahr 1976 von Hancock gegründeten Quintetts V.S.O.P. und erschien auf dem gleichnamigen, beim Newport Festival aufgenommenen Live-Album V.S.O.P., dem Album Live Under The Sky aus dem Jahr 1979 sowie in den neunziger Jahren auf dem Album A Tribute To Miles Davis. Bemerkenswerte musikalische Partnerschaften in den 1970er und 1980er Jahren bestanden mit Joe Henderson, Houston Person, Hank Jones und Cedar Walton. Carter spielte und produzierte mit Antônio Carlos Jobim, Stanley Turrentine, Stan Getz, Coleman Hawkins, Horace Silver, Kenny Burrell, Milt Jackson, Billy Cobham und vielen anderen bedeutenden Jazzmusikern. Zwischen 1971 und 1975 war er Mitglied des New York Jazz Quartet.

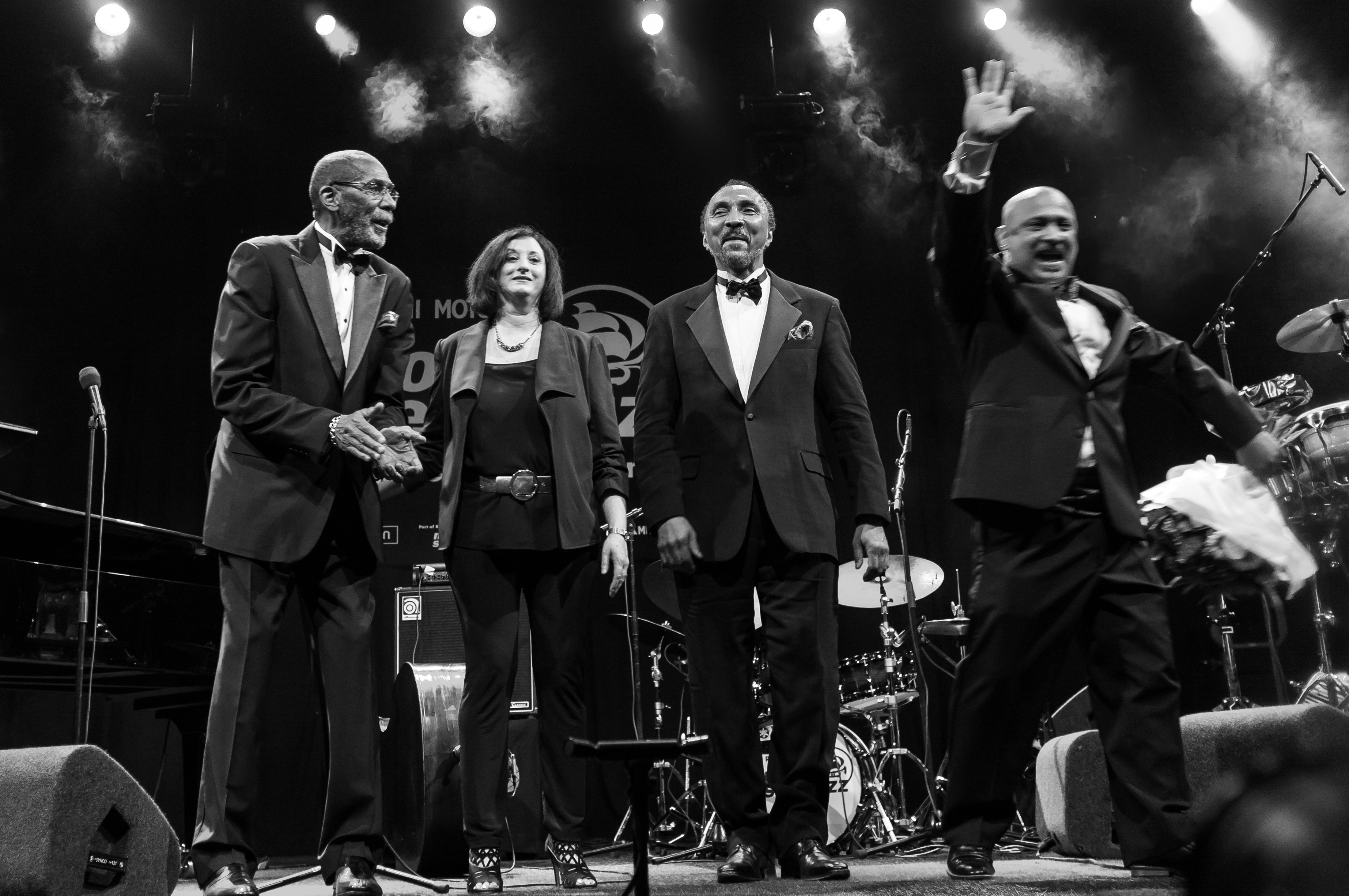
Das Ron Carter Foursight Jazz Quartet auf dem North Sea Jazz Festival 2015, (v.l.n.r) Ron Carter (Bass), Renee Rosnes (Piano), Payton Crossley (Schlagzeug), Rolando Morales-Matos (Perkussion)

Als Bandleader spielte Ron Carter mehr als 20 Alben ein. Ebenso ist er zu hören auf dem einflussreichen Album The Low End Theory der alternativen Hip-Hop-Band A Tribe Called Quest. Im Jahr 1994 erschien Carter auf der Compilation Stolen Moments: Red Hot + Cool der Red Hot Organization, einer internationalen Organisation, die sich der Bekämpfung der Verbreitung von AIDS mit den Mitteln der Popkultur verschrieben hat. Das Album wurde vom Time Magazine als Album des Jahres ausgezeichnet. Im Jahr 2001 arbeitete Carter mit Black Star und John Patton an der Aufnahme von Money Jungle für eine weitere Compilation, Red Hot + Indigo, einer Hommage an Duke Ellington. Seit 2010 spielt er mit zwei unterschiedlichen Formationen unter den Namen Golden Striker Trio and Foursight Quartet.
Carter gilt als einfallsreicher Improvisator. Er erschloss sich auch das Violoncello, den E-Bass und wirkte an der Konstruktion eines Piccolo-Basses mit. Sein Bass-Kollege Reggie Workman würdigte, dass Carter „das von Monk Montgomery und Oscar Pettiford begründete Konzept des Basses als Frontline-Instrument weiterentwickelte.“ Carter hatte 1996 einen bemerkenswerten Auftritt in Robert Altmans Film Kansas City. Der Abspann zeigt ihn und Christian McBride beim Duett auf Solitude. Carter erschien als er selbst in einer Episode der HBO-Serie Treme mit dem Titel What Is New Orleans. Er erhielt als Mitglied der Miles Davis Tribute Band im Jahr 1993 einen Grammy in der Kategorie „Beste Jazzgruppe“.
Carter ist Distinguished Professor Emeritus der Musikfakultät des City College of New York, wo er 20 Jahre lehrte. Weiter lehrte er an der Eastman School of Music in Rochester im US-Bundesstaat New York. Er wurde 2008 Mitglied der Fakultät der Juilliard School in New York City, wo er Bass an der Schule für Jazz lehrte. Auch als Autor von Jazzbüchern war Carter erfolgreich; sein Buch Building a Jazz Bass Line entwickelt sich zum Standardwerk für fortgeschrittene Jazzbassisten. 
Carter ist Mitglied im beratenden Ausschuss des Verwaltungsrats der Jazz Foundation of America sowie im Honorary Founder’s Committee.
Carter arbeitete mit der Jazz Foundation seit ihrer Gründung daran, ältere US-amerikanische Jazz- und Blues-Musiker zu unterstützen.

## Preise und Auszeichnungen
Carter wurde sowohl als Interpret als auch als Komponist mit Grammys ausgezeichnet. 1998 wurde er zum NEA Jazz Master ernannt. Er erhielt die Ehrendoktorwürden des New England Conservatory of Music, der Manhattan School of Music und der Yale University.

## Diskografie (Auswahl)

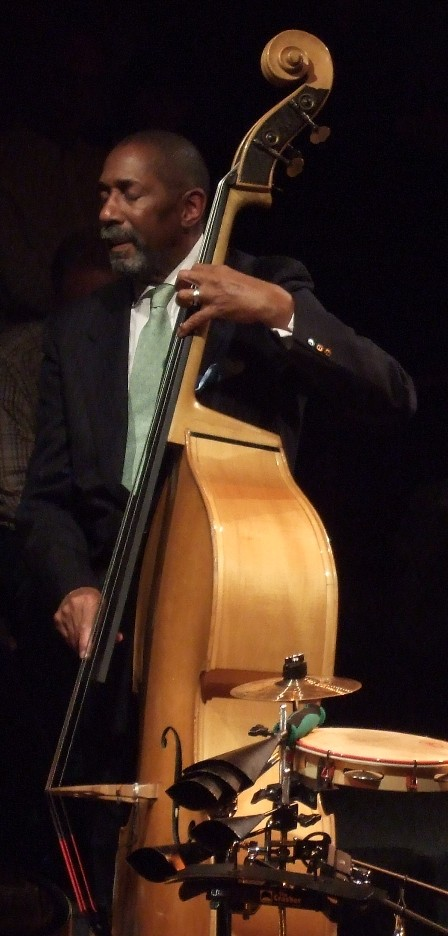
Ron Carter im Alten Pfandhaus in Köln (2008)

### Alben unter eigenem Namen
- Where? (1961), Prestige Records
- Uptown Conversation (1970), Embryo Records
- All Blues (1973), CTI Records
- Blues Farm (1973), CTI Records
- Third Plane (1977), Milestone Records – mit Herbie Hancock und Tony Williams
- Piccolo (1977), Milestone Records – Live aus dem „Sweet Brazil“, New York
- Parade (1979), Milestone Records – mit Joe Henderson, Chick Corea, Tony Williams und anderen
- New York Slick (1980), Milestone Records
- The Bass and I (1997), Blue Note Records
- Orfeu (1999), Blue Note Records
- Stardust (2002), Blue Note Records
- The Golden Striker (2003), Blue Note Records
- Dear Miles (2007), Blue Note Records
- Jazz and Bossa (2008), Blue Note Records
- Ron Carter’s Great Big Band (2011), Sunnyside Records
- Ron Carter and the WDR Big Band: My Personal Songbook (2014), In + Out Records
- Foursight – Stockholm Vol. 1 (2020), In + Out Records
- Finding the Right Notes (2022), In + Out Records

### Alben als Bandmitglied
- Donald Byrd – Electric Byrd (1970)
- Billy Cobham – Spectrum (1973)
- Miles Davis – Quiet Nights (1962), Four and More, My Funny Valentine, Live At the Plugged Nickel, Miles Smiles, E.S.P., Nefertiti, Miles in the Sky, Seven Steps to Heaven, The Sorcerer, Water Babies
- Eric Dolphy – Far Cry, Out There (1960)
- Roberta Flack – First Take (1970), Quiet Fire (1971), Killing Me Softly (1973)
- Jim Hall – Concierto (1975)
- Herbie Hancock – Empyrean Isles, Maiden Voyage, Speak Like a Child, V.S.O.P., Third Plane
- Herbie Hancock, Wayne Shorter, Ron Carter, Tony Williams, Wallace Roney: A Tribute to Miles (1992)
- Joe Henderson – Power to the People, Tetragon, Mode for Joe, State of the Tenor
- Andrew Hill – Grass Roots, Lift Every Voice, Passing Ships
- Freddie Hubbard – Red Clay (1970), Empyrean Isles, First Light
- Bobby Hutcherson – Components
- Quincy Jones – Gula Matari (1970)
- Wes Montgomery – So Much Guitar (1961), Tequila, California Dreaming
- Lee Morgan – The Procrastinator
- Oliver Nelson – Sound Pieces
- Sam Rivers – Fuchsia Swing Song, Contours
- Archie Shepp – The Way Ahead (1968)
- Wayne Shorter – Speak No Evil (1964), The All Seeing Eye, The Soothsayer
- McCoy Tyner – The Real McCoy, Expansions, Trident, Counterpoints, Supertrios, Extensions (1970), New York Reunion